# 三大信貸評級機構
三大信貸評級機構，是世界三間最大的評級機構的統稱，分別是標準普爾（S&P），穆迪（Moody's）和惠譽（Fitch Group）。標普和穆迪的總部設在美國紐約，而惠譽的總部設在美國紐約和英國倫敦，由赫斯特（Hearst）控制。 截至2013年，三大機構在全球的市佔率合共約95%，其中穆迪和標準普爾分別佔約40％，惠譽佔約15％。
德國之聲認為法律賦予了他們特殊的地位，首先是在美國，然後到歐洲。從1990年代中期到2003年初， 三大機構是美國唯一的「國家認可統計評級組織（NRSROs）」，代表美國政府在多個監管領域都使用了它們。 （其他四間NRSROs在1990年代與惠譽合併）
歐盟考慮建立一個國家支持、以歐盟為基地的評級機構。

## 三大機構的評級
| 长期债                                                                     | 短期债                       | 长期债                                                                           | 短期债              | 长期债                                                                     | 短期债                 |
| AAA AA+ AA AA- A+ A A- BBB+ BBB BBB- BB+ BB BB- B+ B B- CCC+ CCC CCC- CC C | A-1+ A-1 A-2 A-2/A-3 A-3 B C | Aaa Aa1 Aa2 Aa3 A1 A2 A3 Baa1 Baa2 Baa3 Ba1 Ba2 Ba3 B1 B2 B3 Caa1 Caa2 Caa3 Ca C | P-1 P-2 P-2/P-3 P-3 | AAA AA+ AA AA- A+ A A- BBB+ BBB BBB- BB+ BB BB- B+ B B- CCC+ CCC CCC- CC C | F1+ F1 F2 F2/F3 F3 B C |

## 投資評級
在市場上，擁有BBB-或Baa3級以上的信貸評級被稱為投資級別（Investment Grade）。在投資級別以下的債券，會被稱為投機級別債券(Sub Investment Grade)，或垃圾債券(Junk Bond)，代表其信用違約風險高，而投資級別的債券發行人，其融資成本會明顯低於垃圾債券級別的發行人。

## 各評级的含义
| 等级 | 含 义                                      | 说明 |
| AAA  | 信誉极好，几乎无风险                       | 表示企业信用程度高、资金实力雄厚，资产质量优良，各项指标先进，经济效益明显，清偿支付能力强，企业陷入财务困境的可能性极小。                                                                 |
| AA   | 信誉优良，基本无风险                       | 表示企业信用程度较高，企业资金实力较强，资产质量较好，各项指标先进，经营管理状况良好，经济效益稳定，有较强的清偿与支付能力。                                                               |
| A    | 信誉较好，具备支付能力，风险较小           | 表示企业信用程度良好，企业资金实力、资产质量一般，有一定实力，各项经济指标处于中上等水平，经济效益不够稳定，清偿与支付能力尚可，受外部经济条件影响，偿债能力产生波动，但无大的风险。       |
| BBB  | 信誉一般，基本具备支付能力，稍有风险       | 企业信用程度一般，企业资产和财务状况一般，各项经济指标处于中等水平，可能受到不确定因素影响，有一定风险。                                                                                   |
| BB   | 信誉欠佳，支付能力不稳定，有一定的风险     | 企有业信用程度较差，企业资产和财务状况差，各项经济指标处于较低水平，清偿与支付能力不佳，容易受到不确定因素影响，有风险。该类企业具有较多不良信用纪录，未来发展前景不明朗，含有投机性因素。 |
| B    | 信誉较差，近期内支付能力不稳定，有很大风险 | 企业的信用程度差，偿债能力较弱，管理水平和财务水平偏低。虽然目前尚能偿债，但无更多财务保障。而其一旦处于较为恶劣的经济环境下，则有可能发生违约。                                           |
| CCC  | 信誉很差，偿债能力不可靠，可能违约         | 企业信用很差，企业盈利能力和偿债能力很弱，对投资者而言投资安全保障较小，存在重大风险和不稳定性，偿债能力低下。                                                                             |
| CC   | 信誉太差，偿还能力差                       | 企业信用极差，企业已处于亏损状态，对投资者而言具有高度的投机性，偿债能力极低。 |
| C    | 信誉极差，完全丧失支付能力                 | 企业无信用，企业基本无力偿还债务本息，亏损严重，接近破产，几乎完全丧失偿债能力。 |
| D    | 违约                                       | 企业破产，债务违约。 |